# 墨脱埃蛾蜡蝉
墨脱埃蛾蜡蝉（学名：Exoma medogensis），一种于中华人民共和国西藏自治区林芝市墨脱县发现的昆虫，是蛾蜡蝉科埃蛾蜡蝉属的一种。本种由中国学者周尧和路进生于1981年描述发表。
墨脱埃蛾蜡蝉在2023年被收录入《有重要生态、科学、社会价值的陆生野生动物名录》。